# マンリン書店
マンリン書店（マンリンしょてん）は、愛知県豊田市足助町新町2にある書店・ギャラリー・喫茶店。正式名称は蔵の中ギャラリー マンリン書店。

## 歴史
足助町は中馬街道である伊奈街道や飯田街道の宿場町として栄えた山間の町である。現在のマンリン書店の建物は、江戸時代から続く呉服屋だった。この呉服屋の屋号は「万屋」（よろずや）であり、当主は代々「林右衛門」（はやしうえもん）を名乗っていた。呉服屋として江戸時代に建てられた建物を用いて、1930年（昭和5年）に書店のマンリン書店が開店した。店名は屋号の「万」と当主の姓である「林」を音読みしたものである。1985年（昭和60年）には建物の改修を行い、第4回愛知まちなみ建築賞を受賞した。現在の2代目店長は、深見寿美子&深見冨紗子姉妹。

## 特色
間口6メートル、奥行き約40メートルの細長い敷地にある。マンリン書店の東側には、白壁と板壁で囲まれたマンリン小路が南北に伸びており、この路地はマンリン書店に由来している。足助町には足助大橋近くにコンビニエンスストアが2軒あり、また豊田市中心部とのアクセスも良好なため、地元の書店の客足は鈍っている。マンリン書店ではベストセラーや健康マニュアル本などを置くのはやめ、実用書、郷土書、児童書などを在庫の中心としている。コンビニエンスストアで取り扱っている雑誌やマンガの取次は行っていない。もっとも北側の土蔵はかつてギャラリーとして使用されていたが、現在はブックカフェとなっており、コーヒーや自家製スイーツを楽しめる。

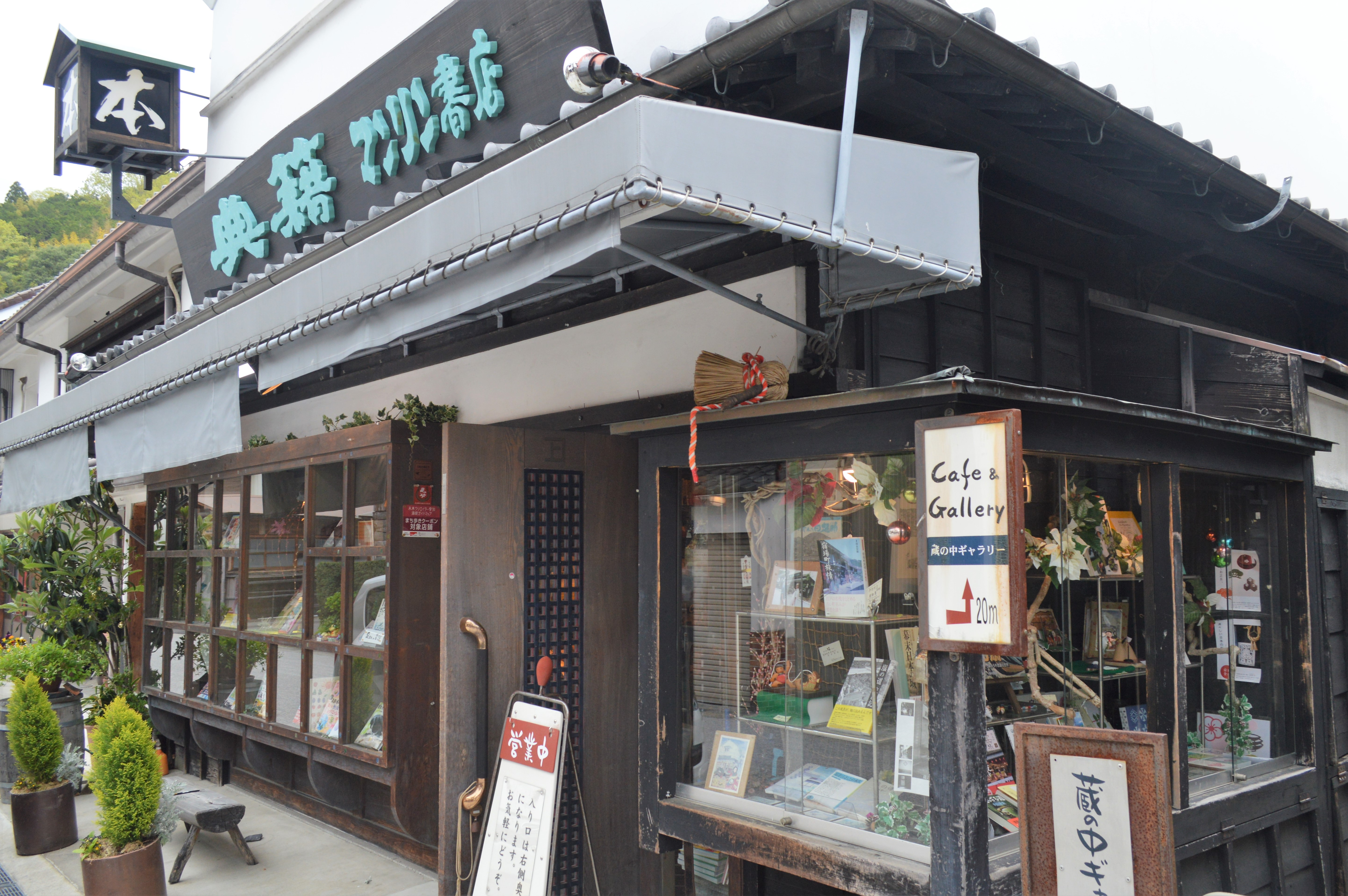
マンリン書店の入口
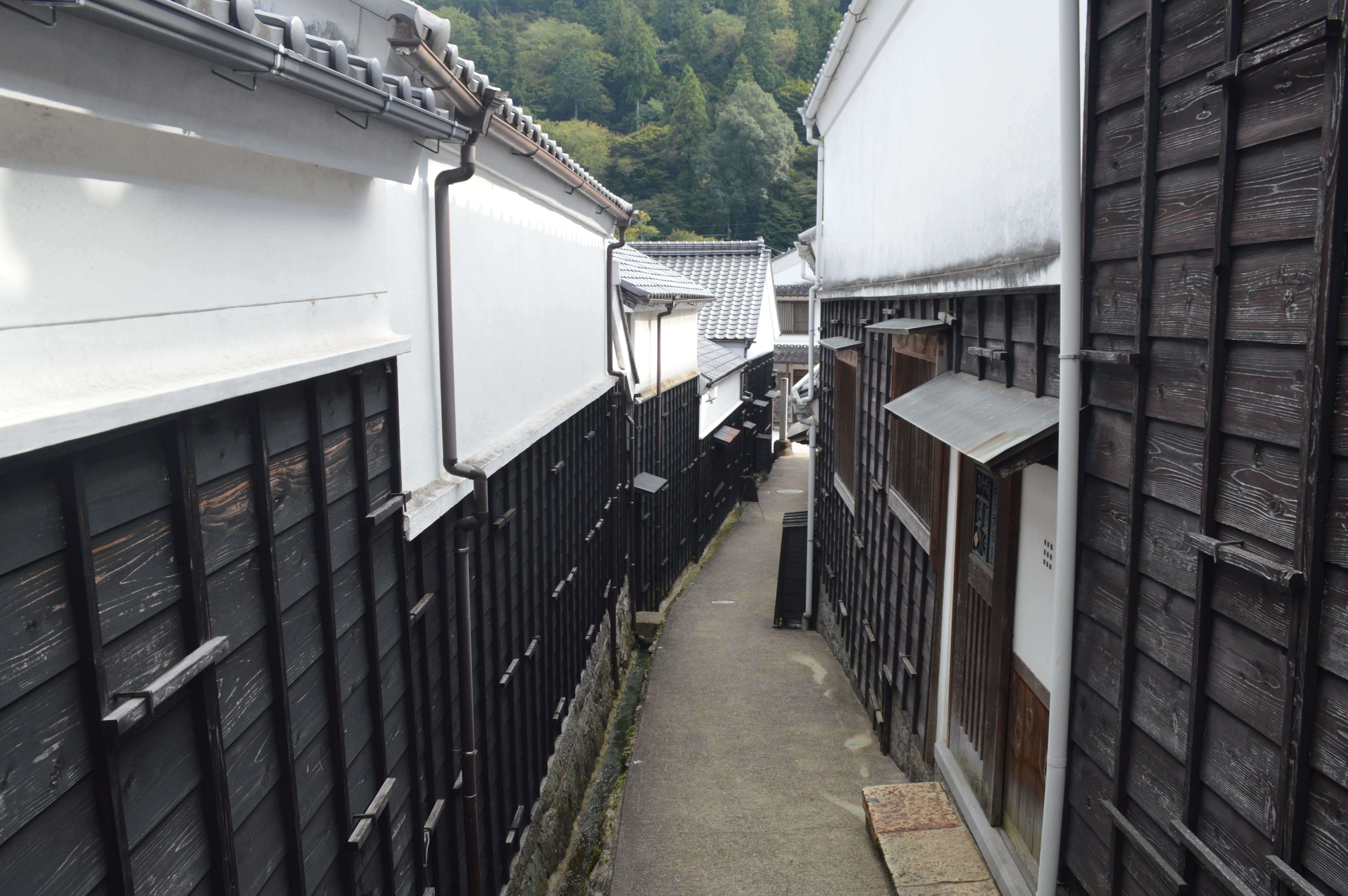
マンリン小路

## 利用案内
- 営業時間 - 10:00～18:00
- 定休日 - 水曜・木曜、不定休